# 伊莉莎白·夏洛特·德·巴伐利亞
伊丽莎白·夏洛特·德·巴伐利亚（法語：Élisabeth-Charlotte de Bavière，1652年5月27日—1722年12月8日），又称伊丽莎白·夏洛特，普法尔茨公主（法語：Elizabeth-Charlotte, Princess Palatine）。法国国王路易十四的弟媳，奥尔良公爵的夫人。